# كورديلة أولوفسن
كورديلة أولوفسن (الاسم العلمي: Cordylus oelofseni) (بالإنجليزية: Oelofsen's girdled lizard)‏ هي نوع من الزواحف تتبع جنس الكورديلة من فصيلة الكورديلات.